# Позье, Жереми
Жереми́ Позье́ (в русских источниках: Иеремия Позье; фр. Jérémie Pauzié; 1716, Женева — 1779, Женева) — франко-швейцарский ювелир, мемуарист, художник, получивший известность благодаря заказам, выполненным для Российского императорского двора, среди которых особую роль сыграло создание Большой императорской короны для коронации императрицы Екатерины II (1762).
Корону авторства Жереми Позье, ставшую признанным произведением ювелирного искусства, в дальнейшем использовали в церемониях коронации всех российских императоров, включая последнего — Николая II. Жереми Позье был одним из первых мастеров своего времени, создавшим изделия из золота и бриллиантов под патронажем императриц Анны Иоанновны, Елизаветы Петровны и Екатерины Великой. Его творчество оказало большое влияние на российское и европейское ювелирное искусство, которое впоследствии ознаменовалось такими именами, как Луи-Давид Дюваль, Жакоб-Давид Дюваль, И. П. Краг, Жан-Пьер Адор, позднее — Франц-Петер (Франц Петрович) Бирбаум, Луи Картье и Карл Фаберже.

## Бриллиантовый мастер
Жереми Позье родился в 1716 году в Женеве в семье французских гугенотов Этьена Позье и Сюзанны Буверот. В 1729 году Жереми Позье вместе с отцом Этьеном прибыл в Россию по приглашению своего дяди, служившего хирургом при дворе молодого императора Петра II. Из-за бедственного материального положения отец и сын добирались до Санкт-Петербурга пешком через Швейцарию, Германию и Голландию. После краткосрочной службы в армии под Архангельском (1730—1731) и смерти отца Жереми Позье получил пост подручного в мастерской француза-ювелира Бенуа Граверо, где проучился семь лет (1732—1739). Молодой ученик превзошёл мастерством своего учителя и скоро привлек внимание императрицы Анны Иоанновны, под покровительством которой в 1740 году открыл свою мастерскую. Золотая с бриллиантами табакерка, изготовленная им в 1759 году для Елизаветы Петровны, представлена в настоящее время в экспозиции Оружейной палаты (зал 2, витрина 16).
Начав собственное дело, Жереми Позье, получивший титул главного бриллиантового мастера и придворного ювелира, создавал ювелирные украшения и подарки для российской аристократии, придворных и императорской фамилии. Из-под его пера вышла книга мемуаров — «Записки придворного брильянтщика Позье о пребывании его в России с 1729 по 1764 г.», опубликованные Российским историческим журналом «Русская старина» в томе 1 за 1870 г.,
Позье получил известность как выдающийся мастер ювелирного искусства, обладающий тонким вкусом, благодаря чему ему было доверено создать корону для взошедшей на престол императрицы Екатерины II в 1762 году.

## Большая императорская корона
Одним из самых известных произведений ювелирного искусства стала Большая императорская корона, созданная Позье для коронации Екатерины II в середине 1762 года. Под влиянием искусства Византии автор создал корону из двух золотых и серебряных полушарий, символизирующих восточные и западные Римские империи, разделенные кружевной бриллиантовой гирляндой на низком замке. Позье оправил в серебро и золото 75 жемчужин общей массой 763 карата, использовал также 4936 индийских алмазов и бриллиантов совокупной массой 2858 каратов, выложенных в рисунке лавровых и дубовых листов, отражающих силу и власть императрицы.
Корону венчали благородная шпинель массой 398,72 карата и бриллиантовый крест. Корона общей массой 2,34 кг была создана в рекордно короткий срок — за два месяца.. С 1762 года корона, созданная Жереми Позье, использовалась для коронации всех российских императоров, включая последнего — Николая II. Будучи одним из главных символов Дома Романовых и Российской монархии вообще, ныне она хранится в Алмазном фонде Московского Кремля.

## Позье — придворный художник-ювелир Российского императорского Двора
В России мастера называли Иеремия Позье. На протяжении жизни в Санкт-Петербурге Позье был в полном смысле этого слова приближенным ко двору и получал большое количество заказов на изготовления украшений для императорской семьи, приближённых особ и дипломатов.
За годы пребывания Позье в России произошло несколько смен власти, однако за мастером неизменно сохранялся статус придворного ювелира.
Особой значимостью отличались подарки иностранным министрам, отмечает в своих мемуарах Позье. Он описывает исключительность драгоценных камней, которые шли на изготовление больших табакерок и колец. Позье был единственным ювелиром, которому заказы поступали от императрицы Екатерины II через канцлера Воронцова. Искусный мастер также создавал украшения и сувениры для российской аристократии: часы, букеты из драгоценных камней, кольца, броши и табакерки, ставшие модными подарками на протяжении всего последующего века.. Будучи человеком честным и притом доверчивым, Позье принимал многие заказы в кредит, и часто материально страдал; боязнь совсем потерять нажитые средства заставила его покинуть Россию в 1764 году под предлогом отпуска.
Позье был непревзойдённым мастером огранки и оформления бриллиантов и драгоценных камней. В своих работах он отводил камням ключевую роль, делая золотое и серебряное обрамление еле заметным, создавая ощущение лёгкости и невесомости рисунка камней. Впечатление невесомости изделия достигалось благодаря большому количеству пустот и намеренному отсутствию симметрии в композиции изделия
Виртуоз огранки, Позье использовал сочетания цветных драгоценных камней (рубины, изумруды), жемчуга и серебра
Творческая жизнь Позье — характерное явление золотого века в культуре России XVIII столетия. Екатерина II, следуя примеру своей предшественницы императрицы Елизаветы, была неутомимым коллекционером ювелирных шедевров, призванных олицетворять в глазах европейских правителей мощь и незыблемость самодержавия в Российской империи. Изделия, созданные Жереми Позье, входят в уникальную коллекцию произведений искусства России.
Жереми Позье умер в декабре 1779 года на родине в Женеве.
Работы Позье экспонировались на выставках ювелирного искусства, включая «The Art of the Goldsmith & the Jeweler в A La Vieille Russie» в Нью-Йорке (1968), а также на выставке «Карл Фаберже и мастера камнерезного дела» в Московском Кремле (2011).. С 2011 года права на бренд Жереми Позье (Jérémie Pauzié) принадлежат французской люксовой группе Vendôme Private Trading. Изучение наследия и возрождение школы Иеремии Позье являются основными задачами Ювелирного дома.